# Amerikaanse presidentsverkiezingen 1880
De Amerikaanse presidentsverkiezingen van 1880 gingen tussen de kandidaat van de Republikeinse Partij, James Garfield, en zijn Democratische tegenstander Winfield Hancock.

## Nominaties
De zittende president, Rutherford Hayes, hield zijn belofte van vier jaar eerder en stelde zich niet kandidaat voor herverkiezing. Het veld bij de Republikeinen lag daardoor wijd open. Oud-president Ulysses S. Grant was kandidaat, maar zijn kandidatuur stuitte op tegenstand bij sommige Republikeinen. Garfield, die bij aanvang van de conventie geen kandidaat was, verkreeg langzaamaan echter steun van de delegatieleden en na 36 stemronden verkreeg hij de benodigde meerderheid van delegatieleden achter zich. Chester Arthur werd zijn running mate (kandidaat voor het vicepresidentschap).
Bij de Democraten werd generaal Hancock naar voren geschoven om het tegen Garfield op te nemen. Zijn running mate was William English.
Naast de twee hoofdkandidaten waren er enkele third-partykandidaten die aan de strijd meededen.

## Presidentskandidaten

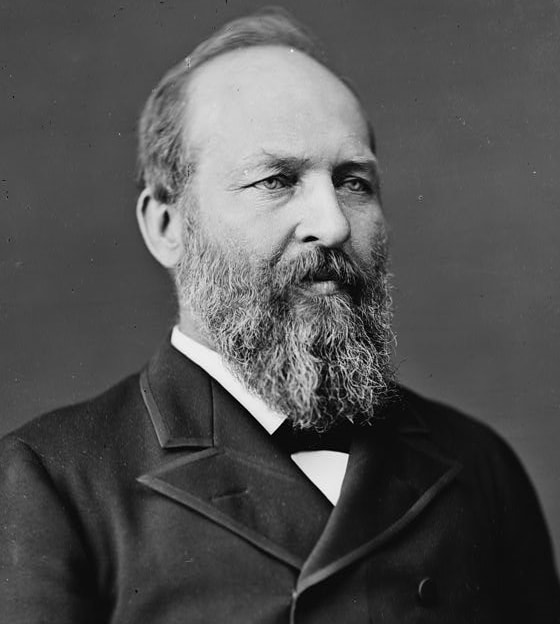
Afgevaardigde James Garfield uit Ohio Republikeinse Partij
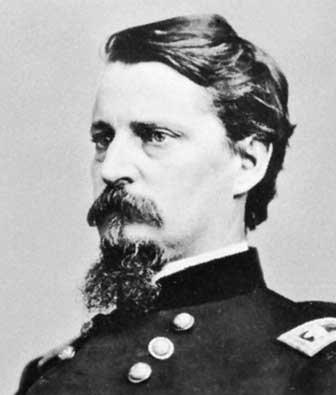
Major General Winfield Hancock uit Pennsylvania Democratische Partij

### Vicepresidentskandidaten

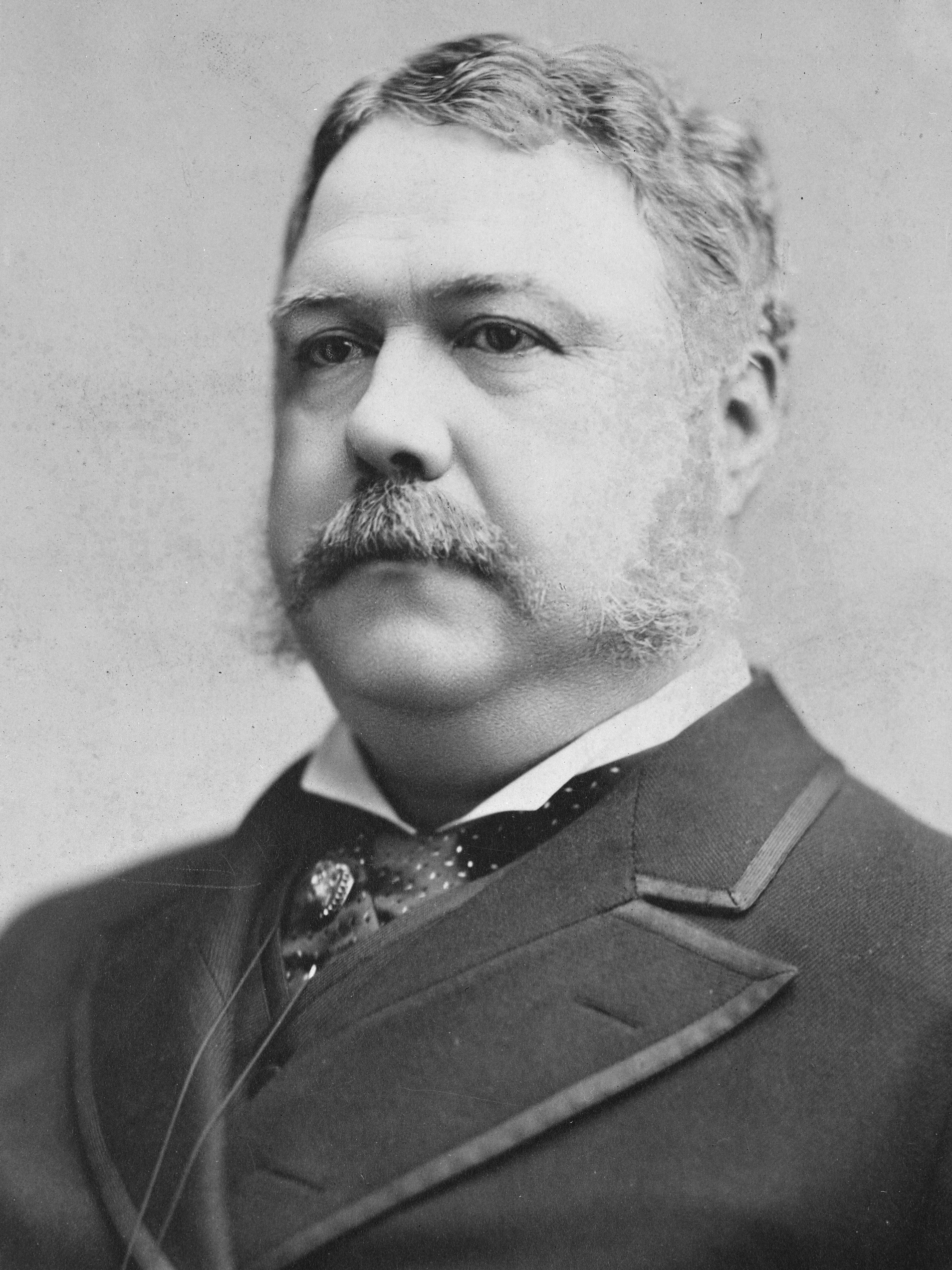
Voormalig Hoofd douanerechten Port Authority of New York Chester Arthur uit New York Republikeinse Partij
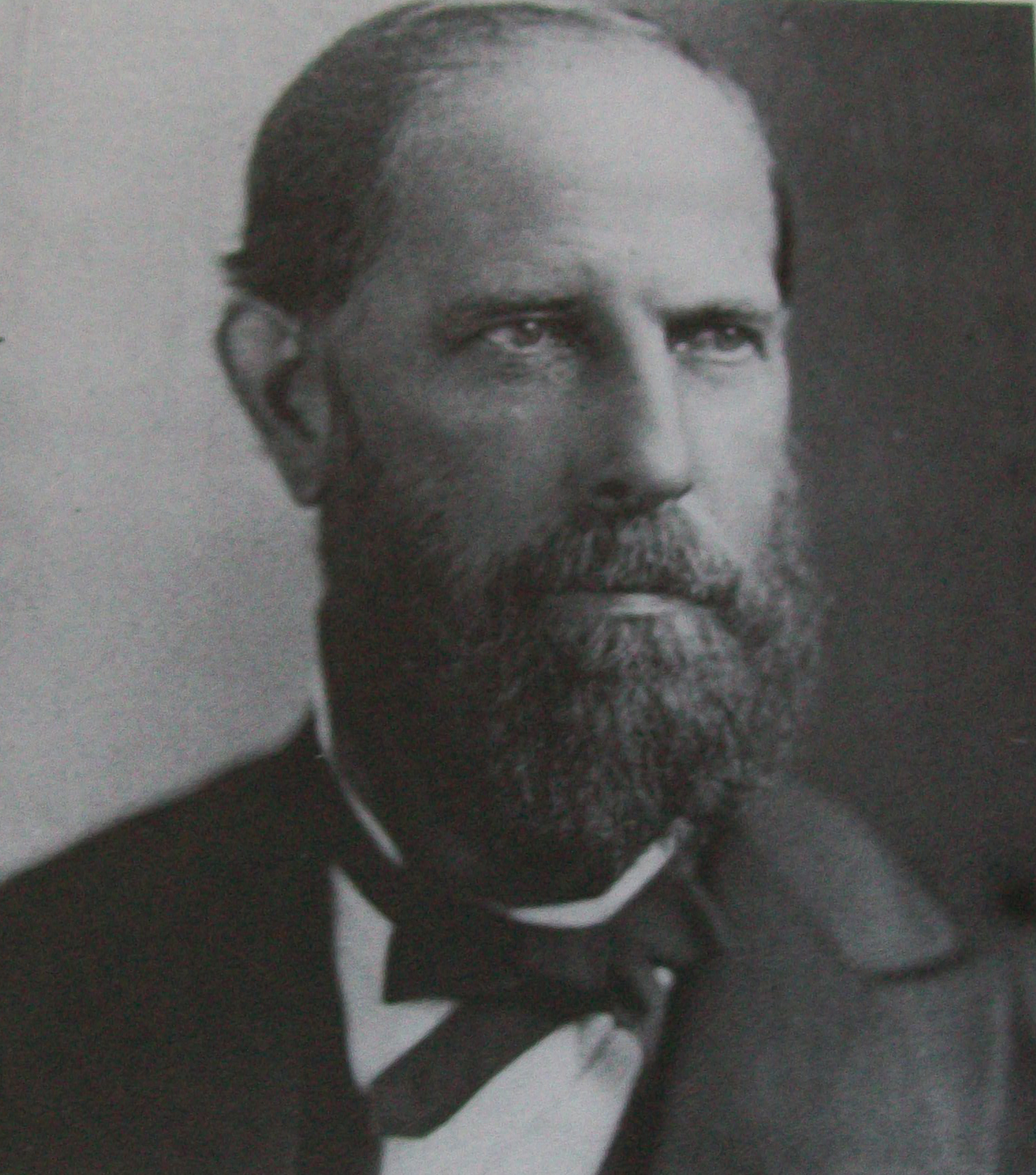
Voormalig Afgevaardigde William English uit Indiana Democratische Partij

- Voormalig 
 Hoofd douanerechten 
 Port Authority of New York 
 Chester Arthur 
 uit New York 
 Republikeinse Partij
- Voormalig 
 Afgevaardigde 
 William English 
 uit Indiana 
 Democratische Partij

## Campagne
De campagne had inhoudelijk weinig te bieden. Slechts op het gebied van handelstarieven waren er duidelijke verschillen tussen de twee grote partijen. De Democraten vielen Garfield aan op de vermeende corruptie in de uitgaande Republikeinse regering, terwijl Hancock op zijn beurt werd afgeschilderd als een marionet van de Democratische partijbazen.

## Uitslag
De verkiezingen waren waar het de uitgebrachte stemmen betrof zeer gelijk opgegaan. Met meer dan 9 miljoen uitgebrachte stemmen won Garfield met slechts enkele duizenden verschil. In het kiescollege echter was Garfields overwinning duidelijker. Hij won 214 kiesmannen tegenover 155 voor Hancock. Regionaal won Hancock met name in de zuidelijke staten, terwijl Garfield zijn steun vooral in het noorden van het land vond.

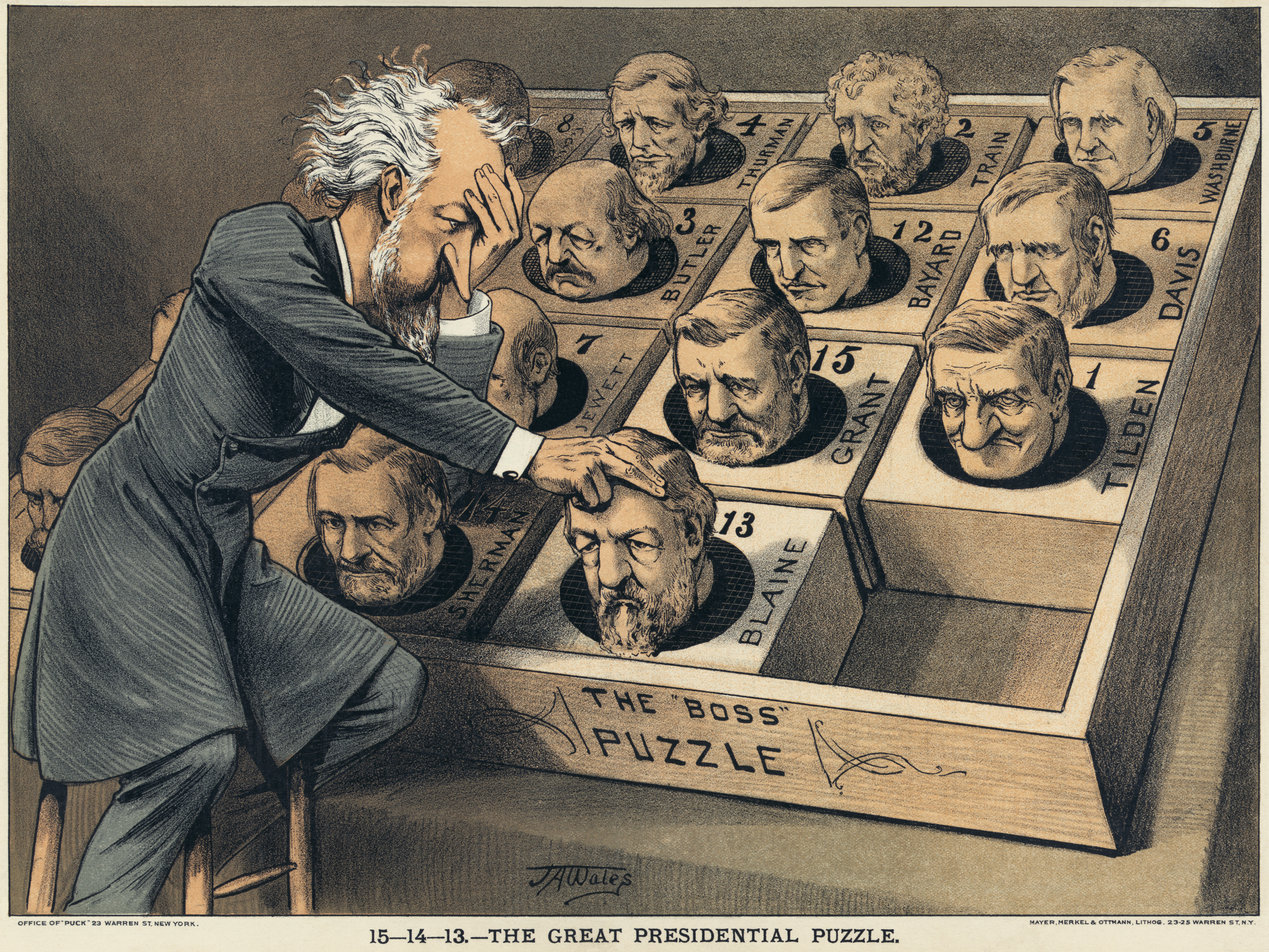
Cartoon "The Great Presidential Puzzle" uit 1880

| Kandidaat        | Partij               | Stemmen   | Percentage | Kiesmannen | Running mate      |
| ---------------- | -------------------- | --------- | ---------- | ---------- | ----------------- |
| James Garfield   | Republikeinse Partij | 4.453.337 | 48,3%      | 214        | Chester Arthur    |
| Winfield Hancock | Democratische Partij | 4.444.267 | 48,2%      | 155        | William English   |
| James Weaver     | Greenback Party      | 306.135   | 3,3%       | 0          | Benjamin Chambers |
| Overigen         |                      | 13.671    | 0,2%       | 0          |                   |
| TOTAAL           |                      | 9.217.410 | 100%       | 369        |                   |